# Santuario Kasuga

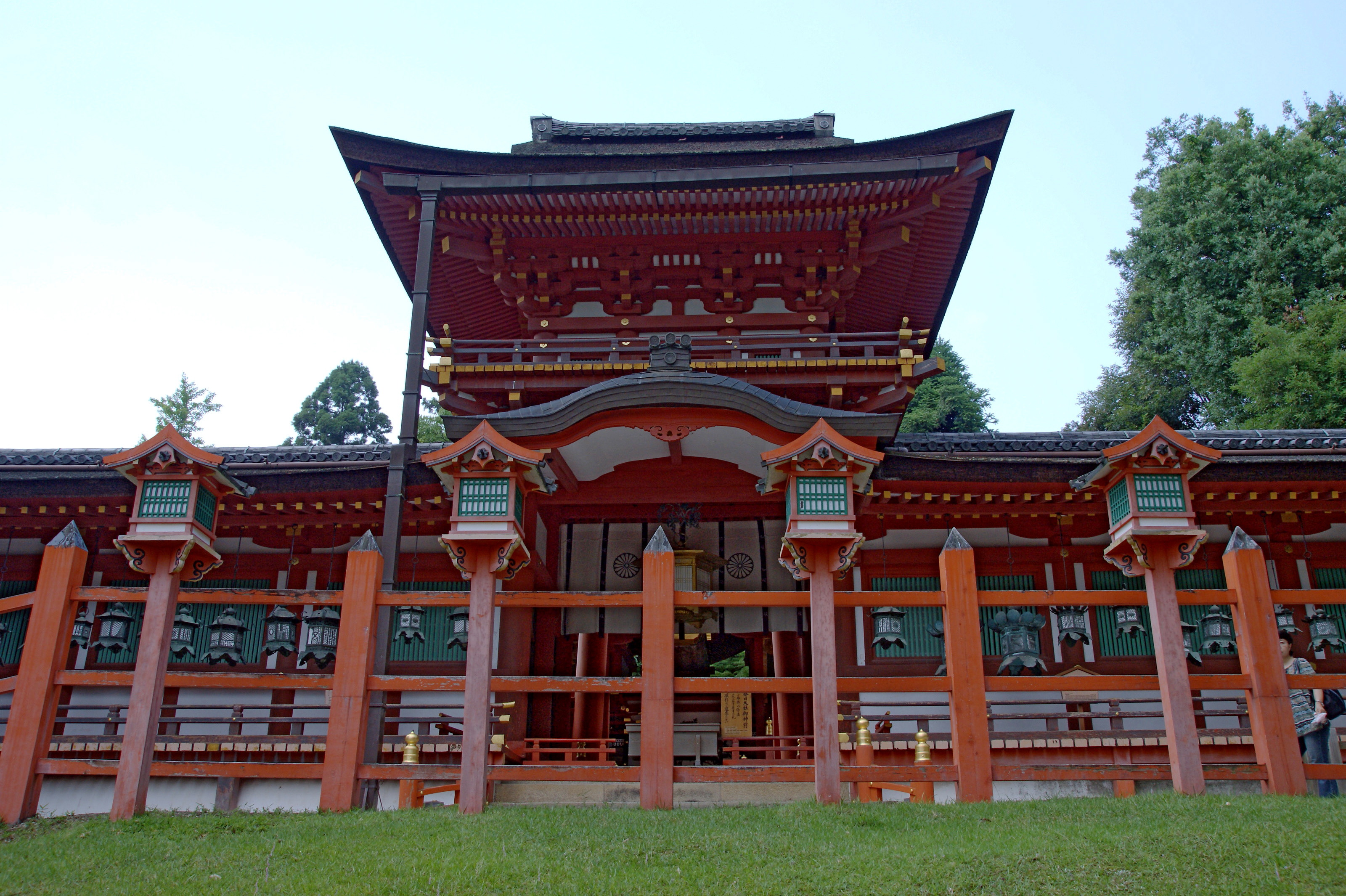
La porta centrale

Il grande santuario Kasuga (春日大社?, Kasuga-taisha) è un santuario shintoista situato a Nara, nella prefettura di Nara, in Giappone. Fondato nel 768 e ricostruito diverse volte, è il santuario della famiglia Fujiwara. L'interno è famoso per le sue lanterne di bronzo e le molte lanterne di pietra (tōrō) che conducono al santuario.
Lo stile architettonico Kasuga-zukuri prende il nome dall'area più sacra, detta honden, del santuario, il quale assieme alla vicina foresta Primordiale Kasugayama è registrato tra i patrimoni dell'umanità dell'UNESCO, come parte dei "monumenti storici dell'Antica Nara".
Il sentiero per il santuario Kasuga attraversa il parco del Cervo (dove i cervi addomesticati vagano liberamente). Più di mille lanterne di pietra sono disposte lungo la via. Il giardino botanico Manyo è adiacente al santuario.

## Storia
Il santuario divenne oggetto del patronato imperiale durante il periodo Heian. Nel 965 l'imperatore Murakami ordinò che i messaggeri imperiali fossero inviati a riferire eventi importanti ai kami protettori del Giappone. Questi heihaku furono inizialmente presentati a 16 santuari, incluso il santuario Kasuga. Dal 1871 al 1946 fu ufficialmente designato nel primo rango imperiale del Kanpei-taisha (官幣大社), il sistema di classificazione dei jinja giapponesi caduto in disuso dopo l'occupazione americana del dopoguerra.

## Il Santuario Kasuga nella cultura di massa
Il Santuario Kasuga è citato in una delle più celebri canzoni del cantautore e musicista italiano Eugenio Finardi, Le Ragazze di Osaka.

## Festival
Durante i festival del Setsubun Mantoro (2-4 febbraio) e dell'Obon Mantoro (14-15 agosto), le migliaia di lanterne del Santuario Kasuga sono illuminate contemporaneamente.
Il 13 marzo è il Kasuga Matsuri (il festival della scimmia), che presenta danze di gagaku e bugaku.

## Galleria d'immagini

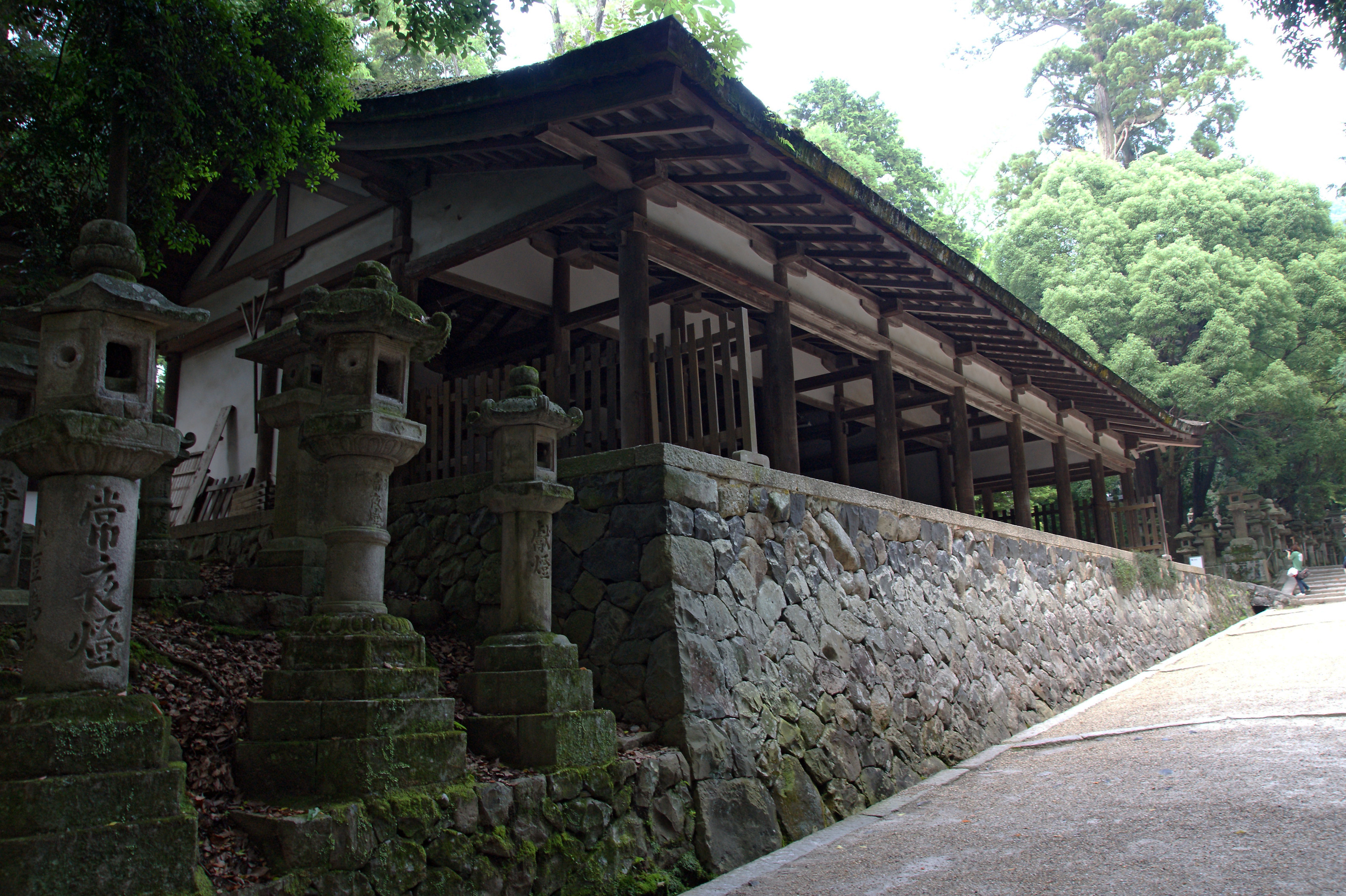
Chakutoden
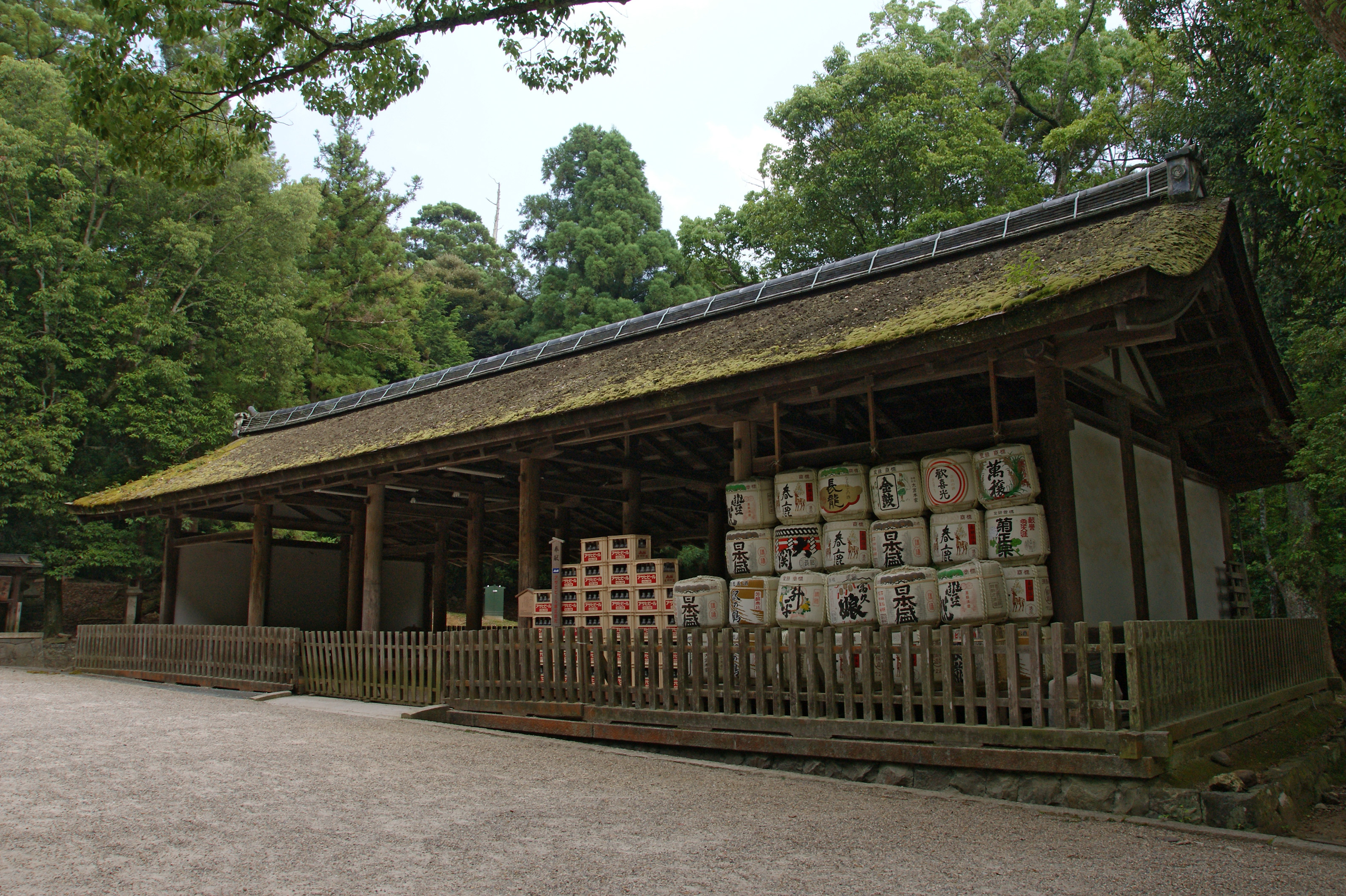
Kurumayadori
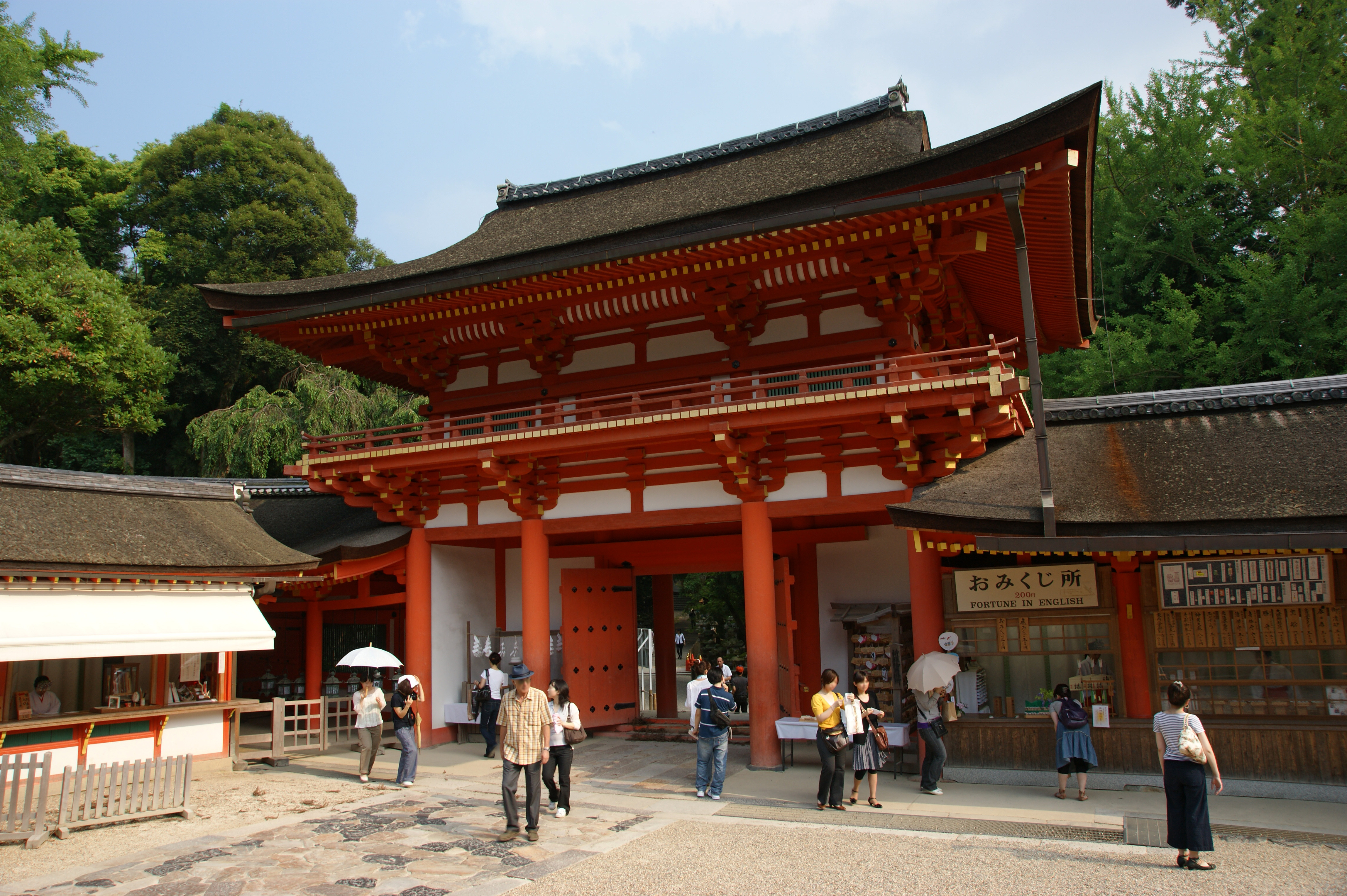
Minamimon
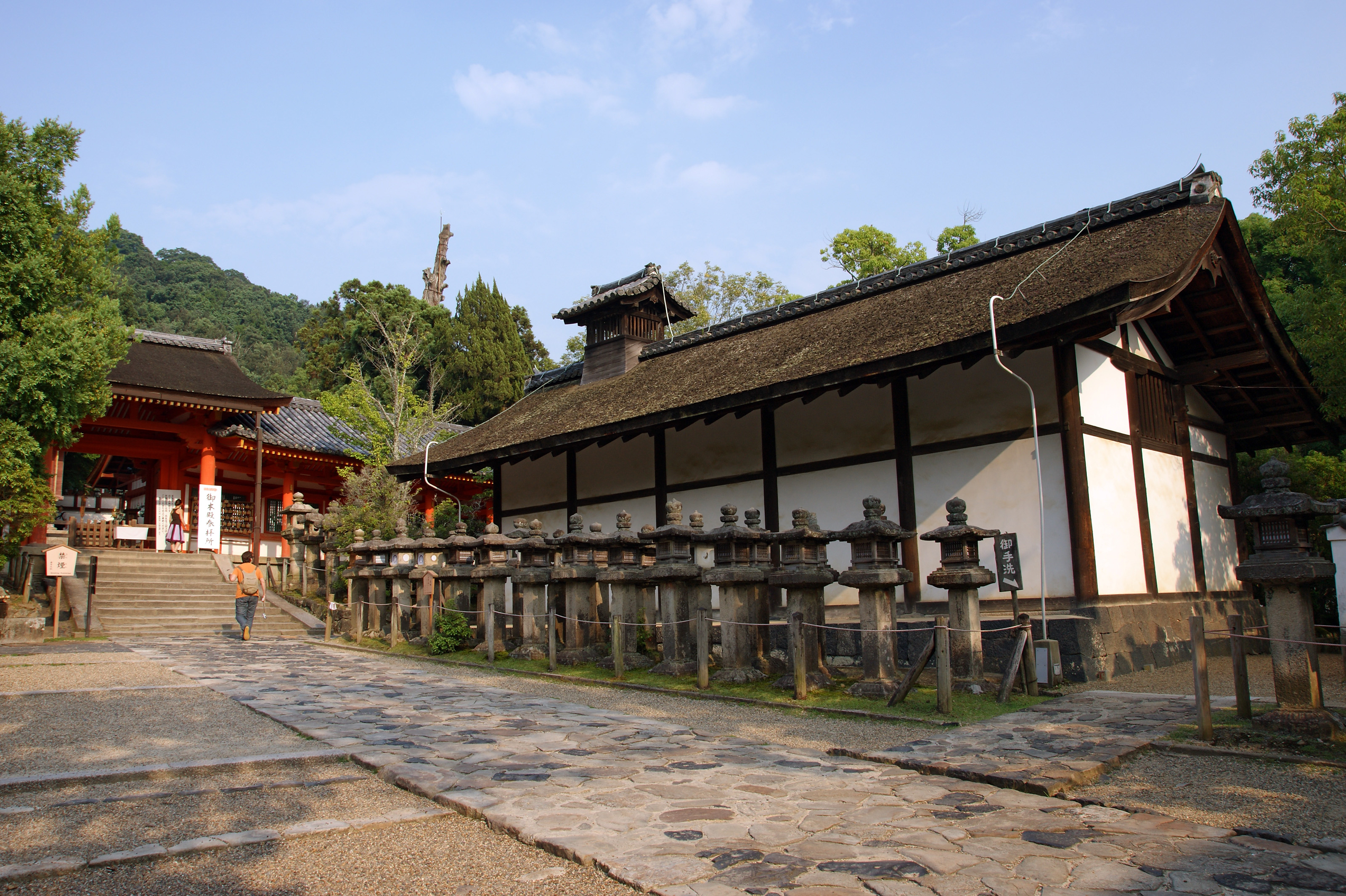
Sakadono
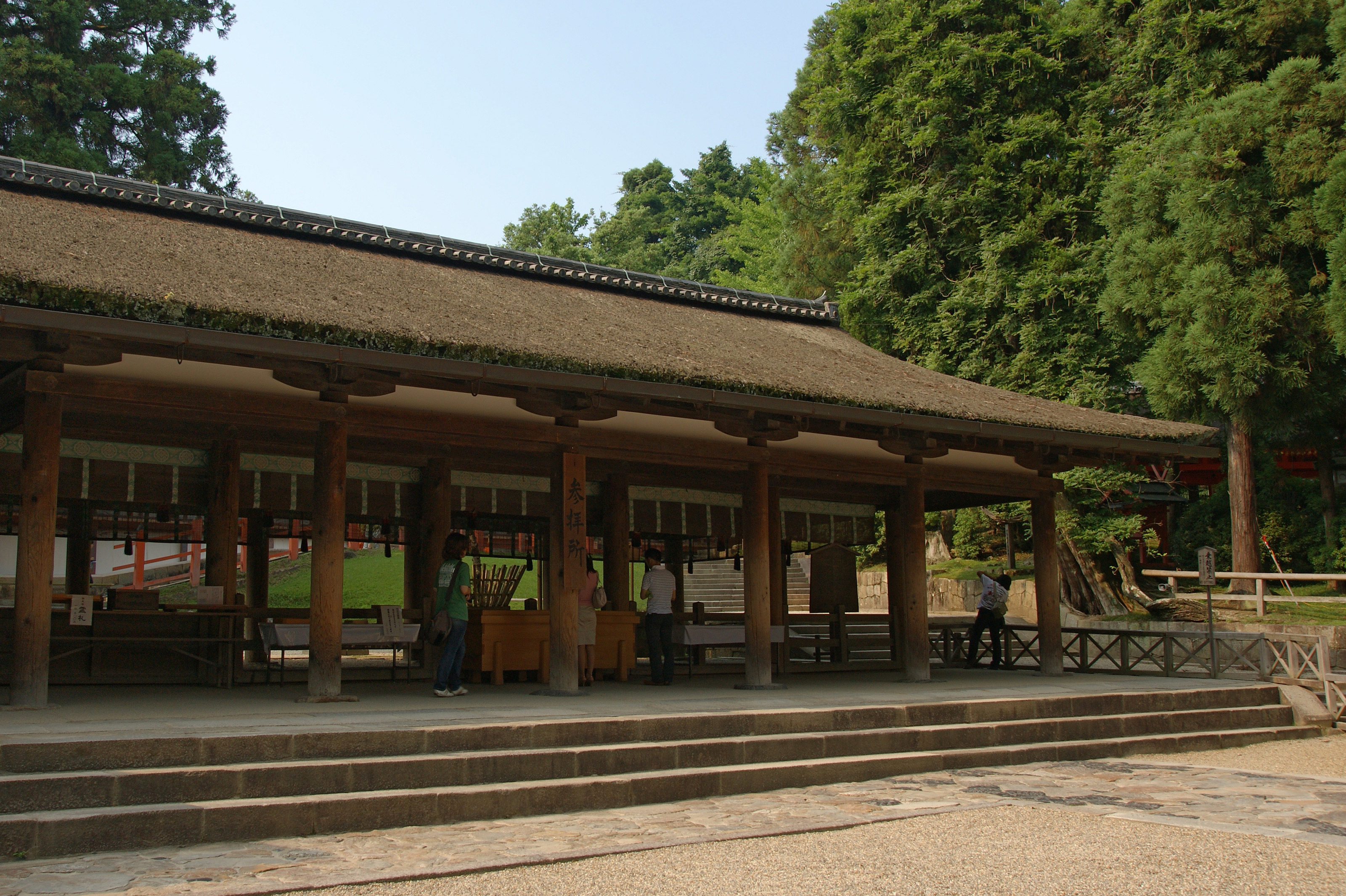
Heiden, Buden
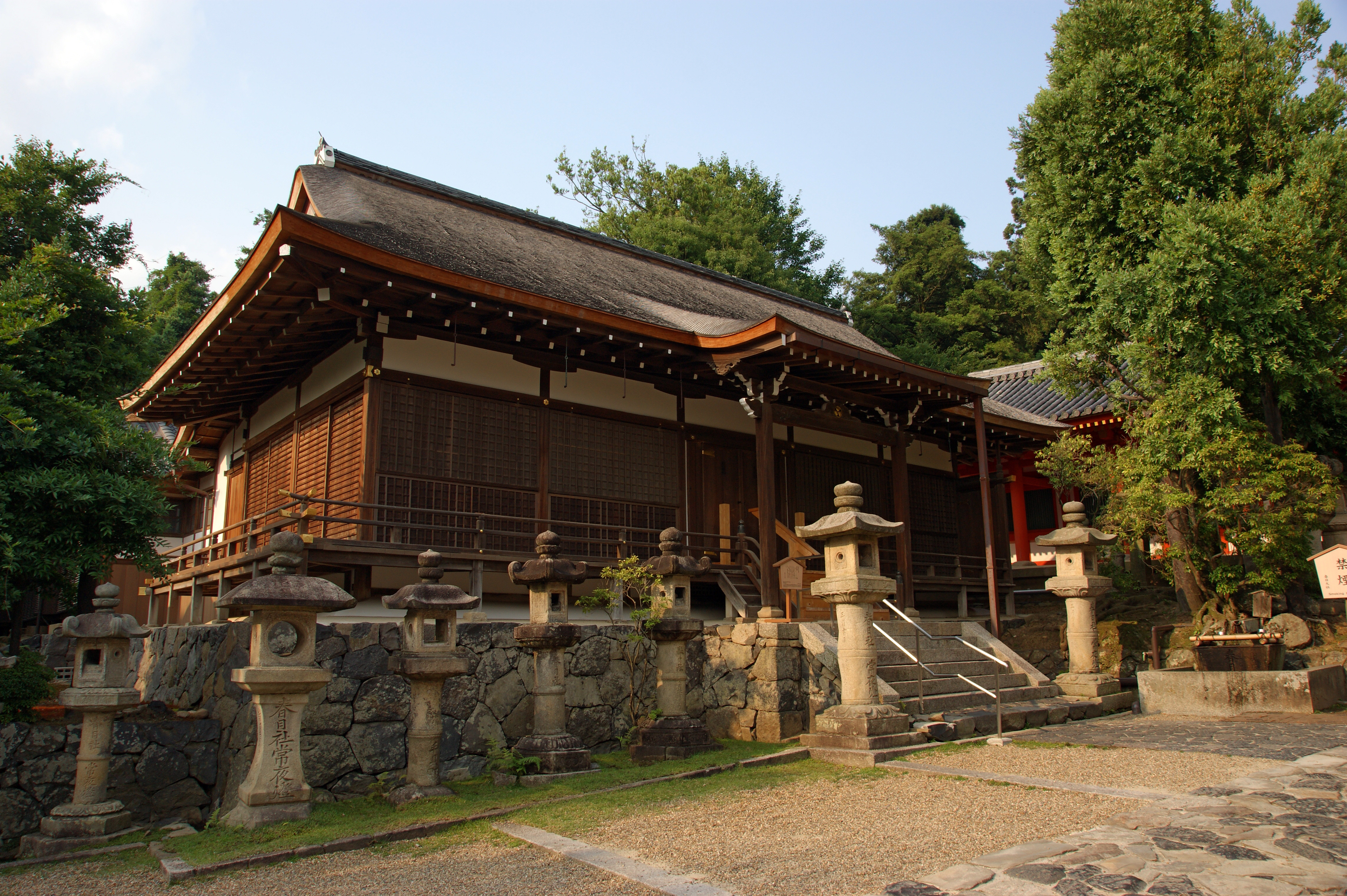
Keishoden
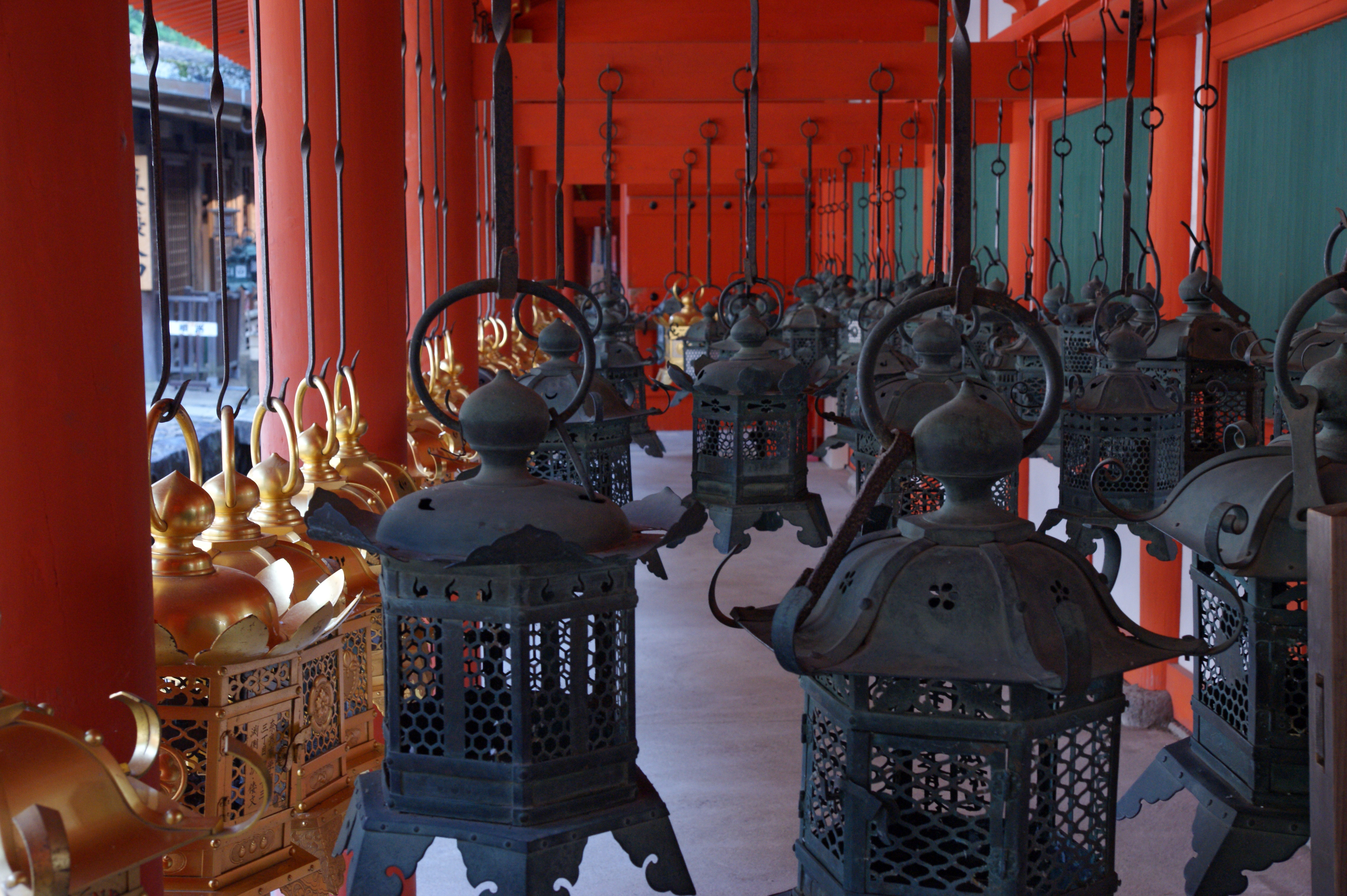
Lanterne
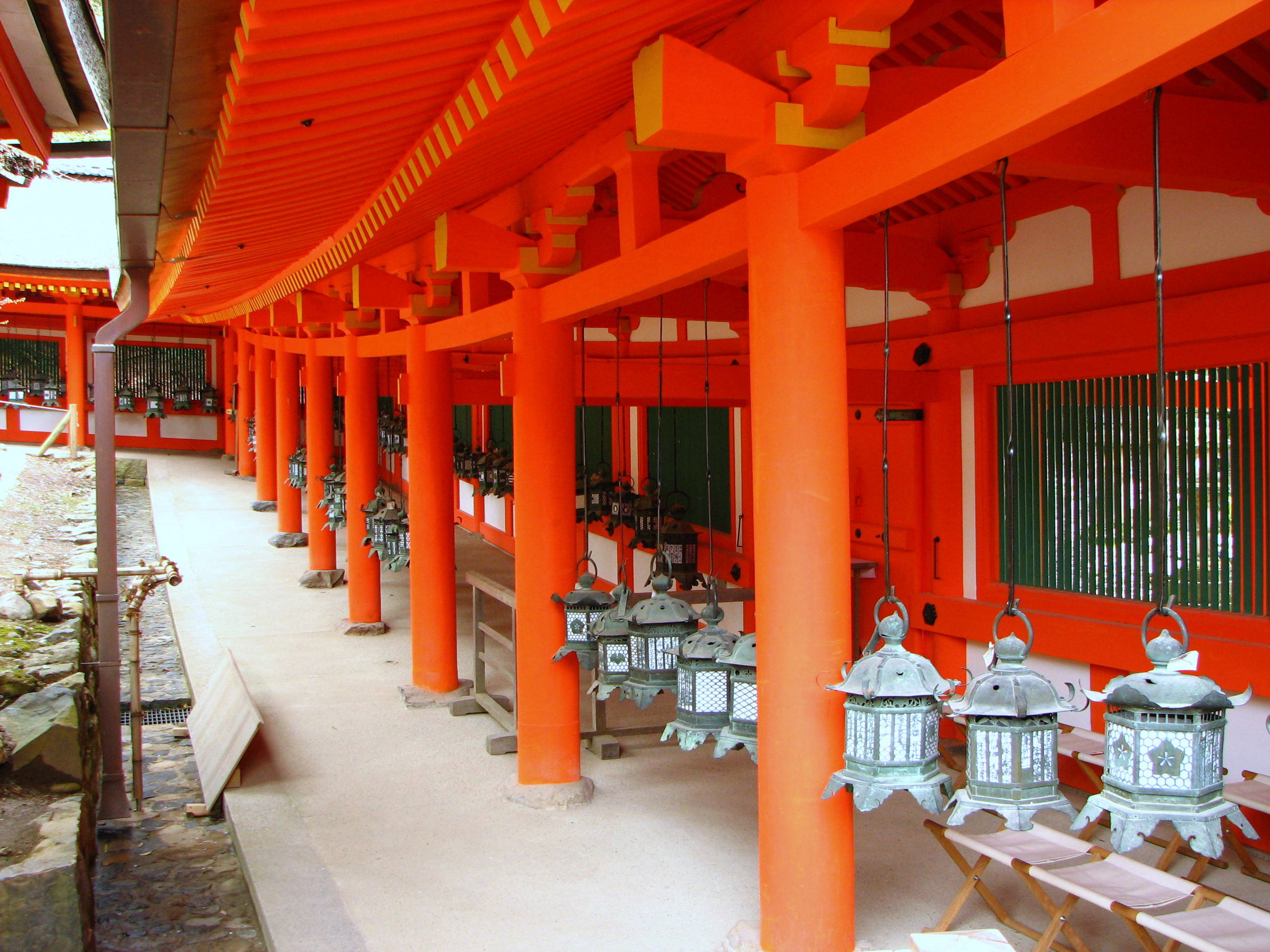
Lanterne
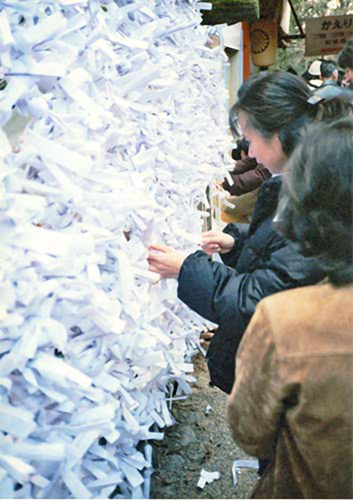
Legare gli Omikuji al Santuario Kasuga
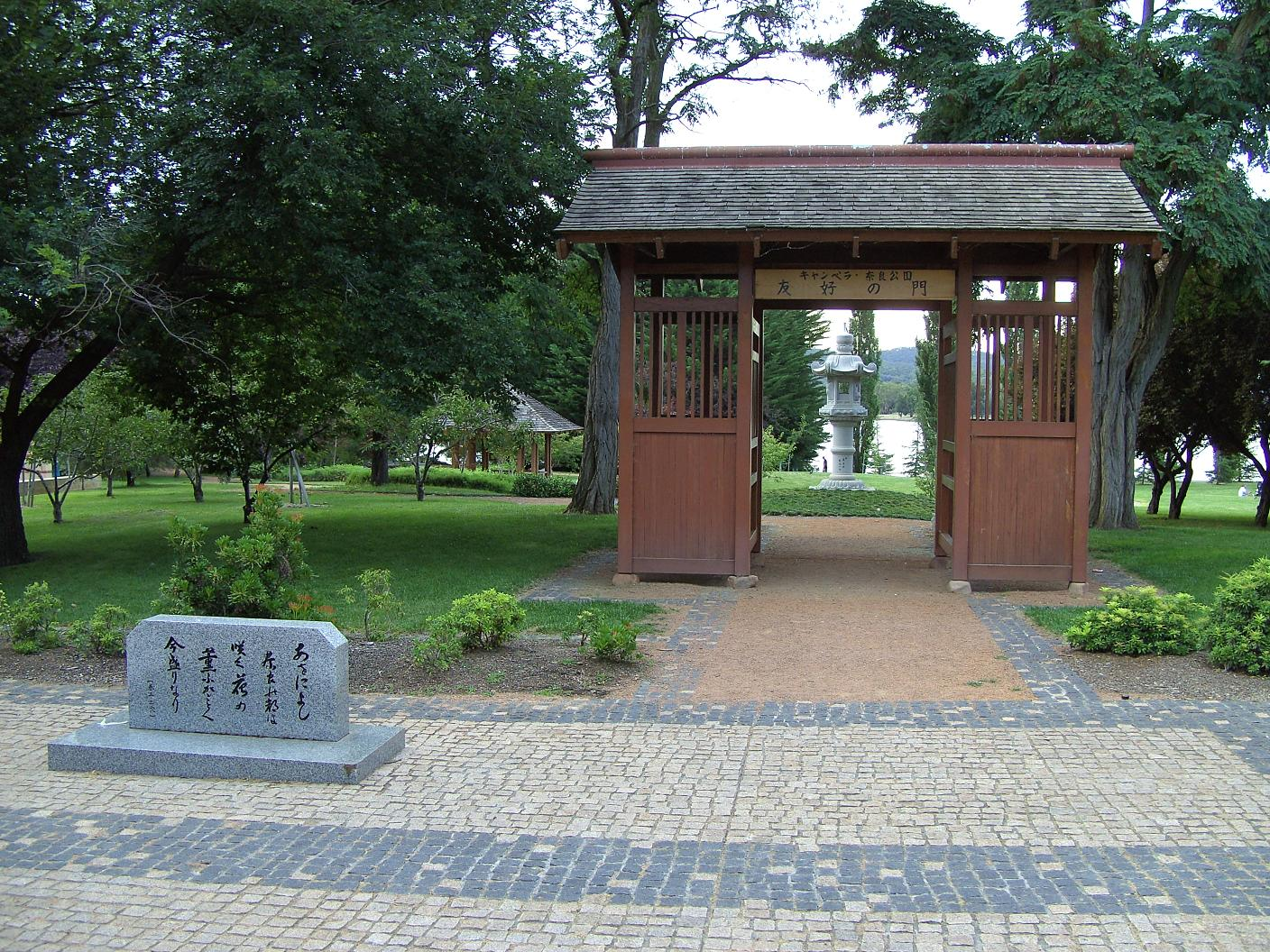
Lanterna di pietra presentata nel 1997 alla città gemellata di Nara, Canberra
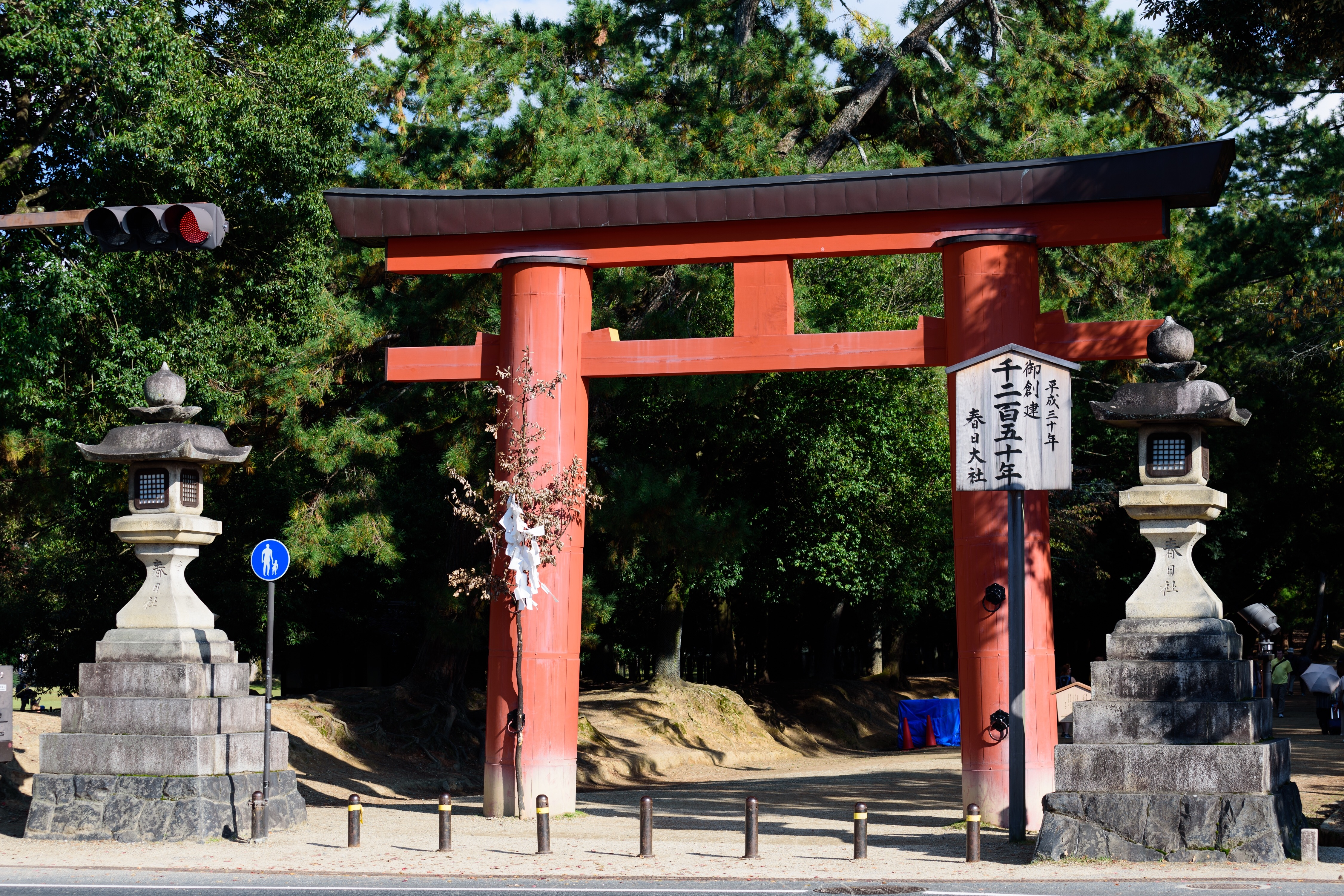
Ichi-no-Torii
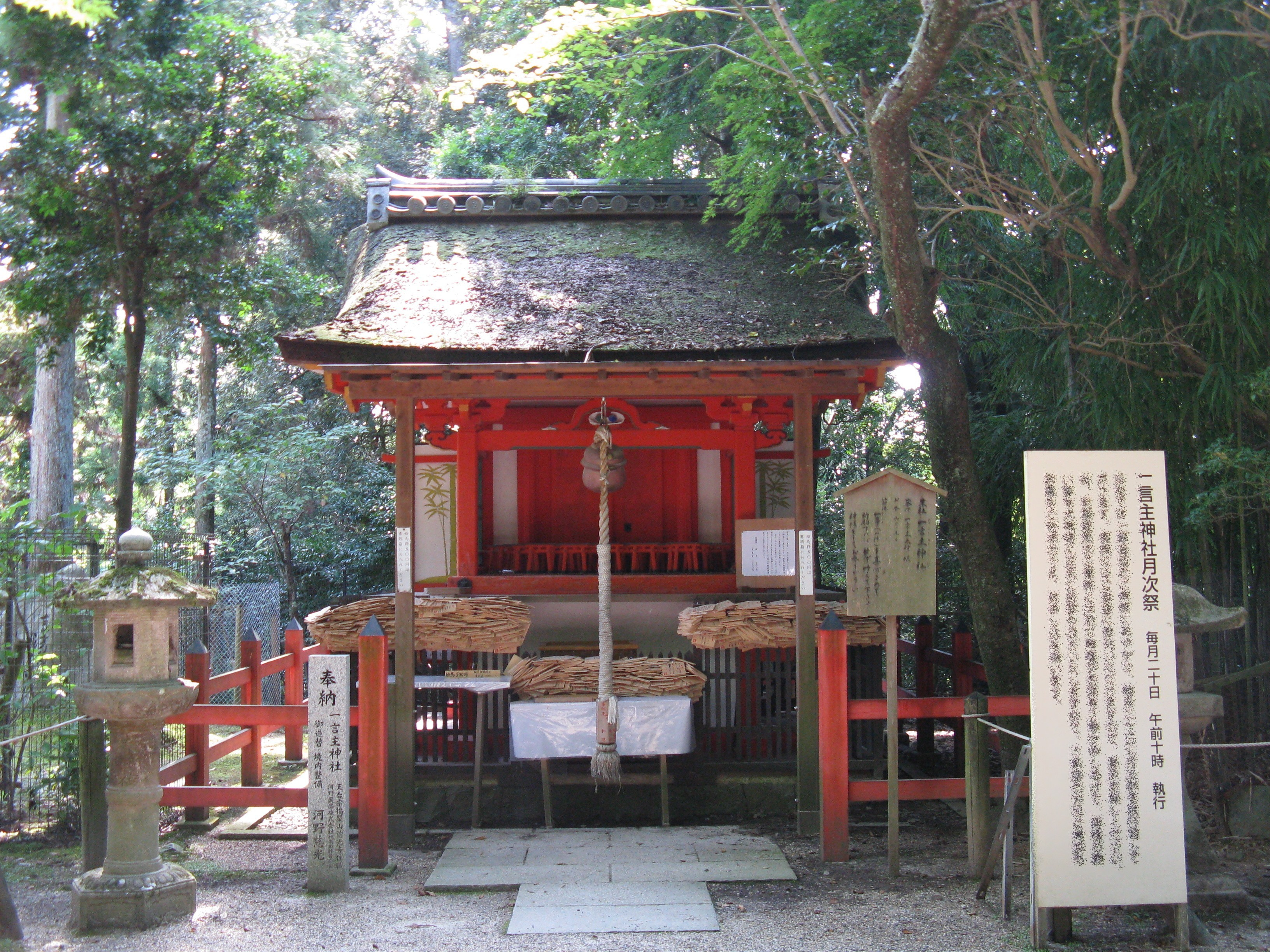
Piccola cappella nel recinto del santuario
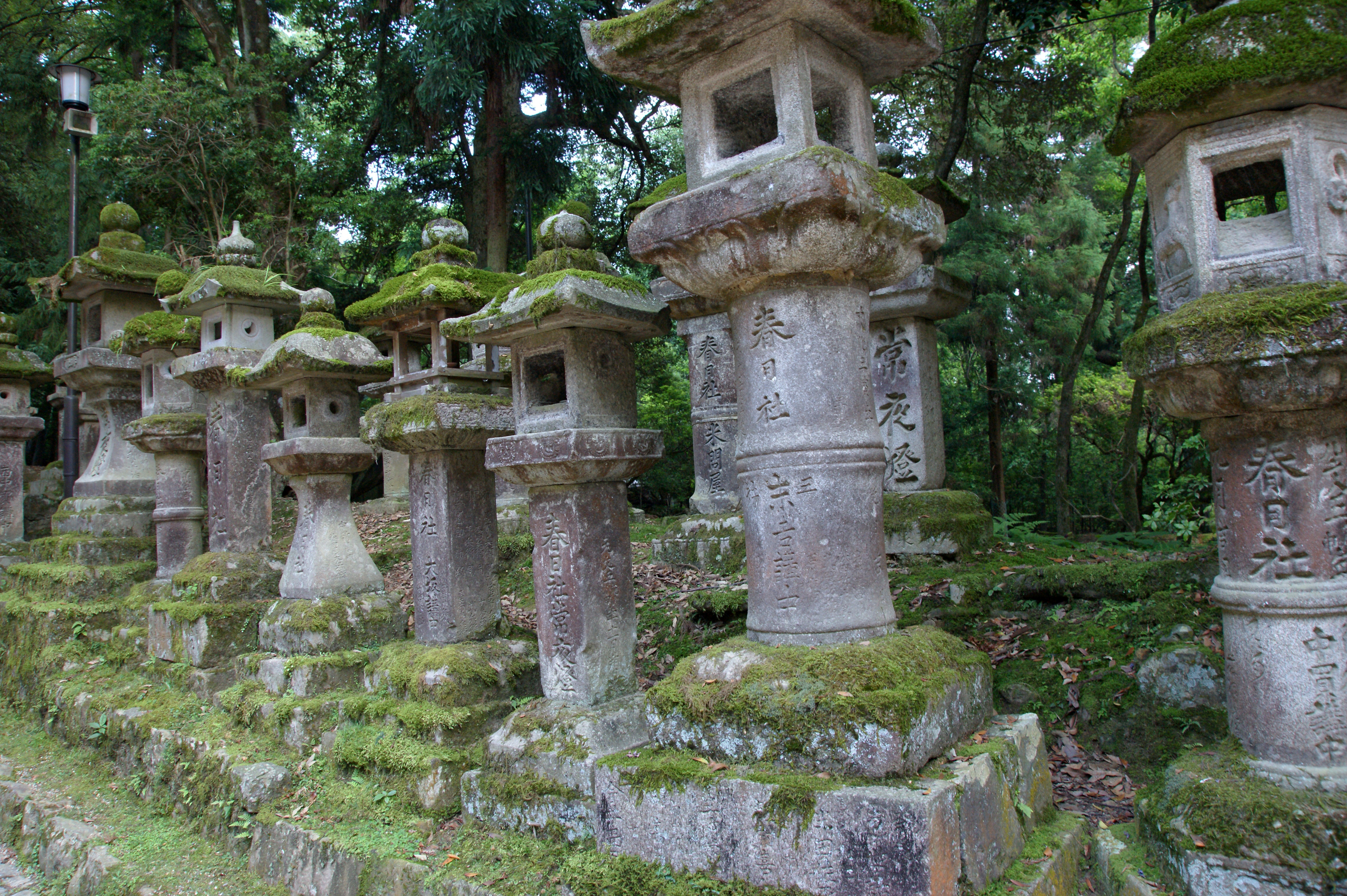
Lanterne di pietra sul cammino di accesso
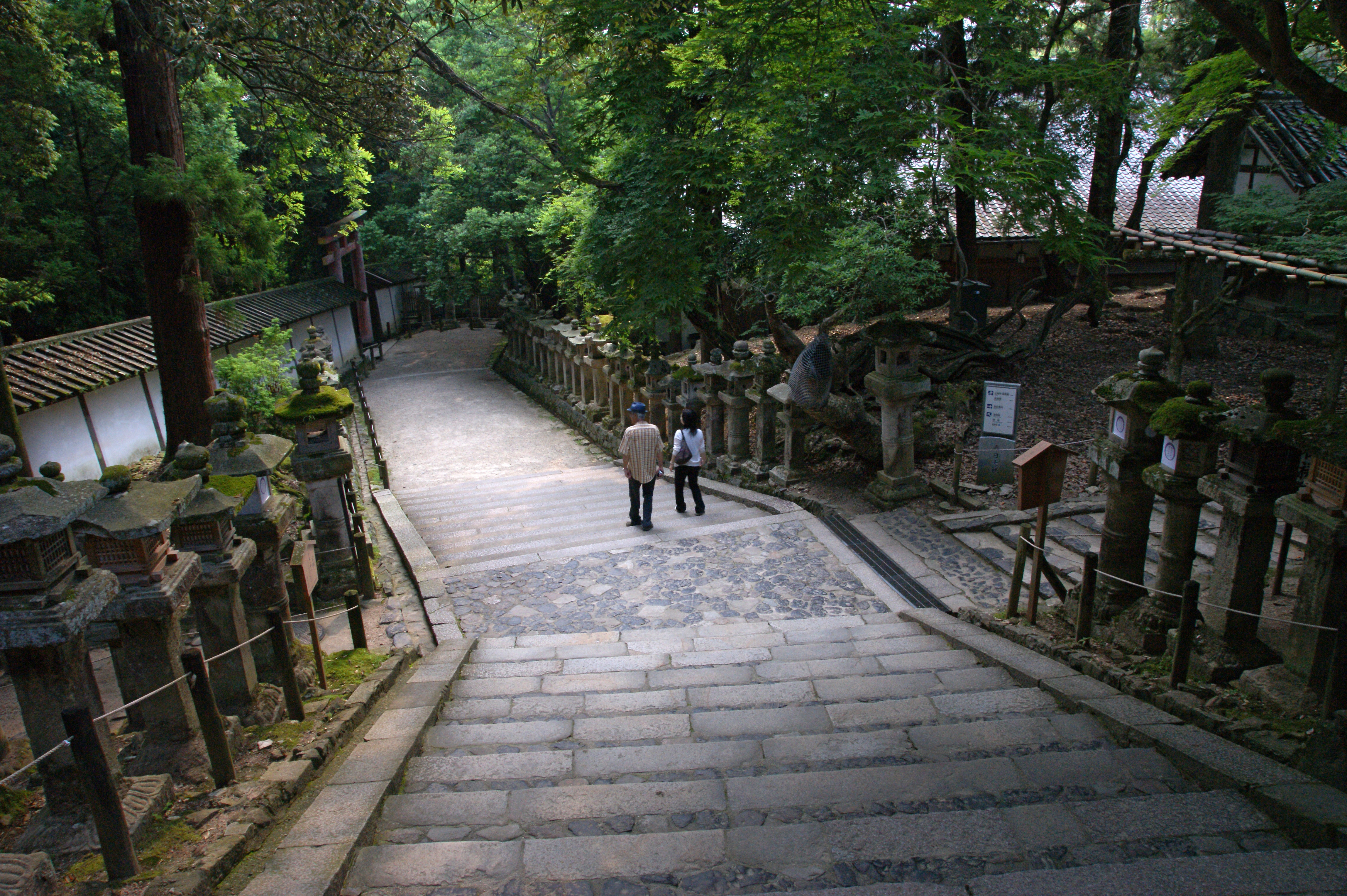
Cammino di accesso al santuario
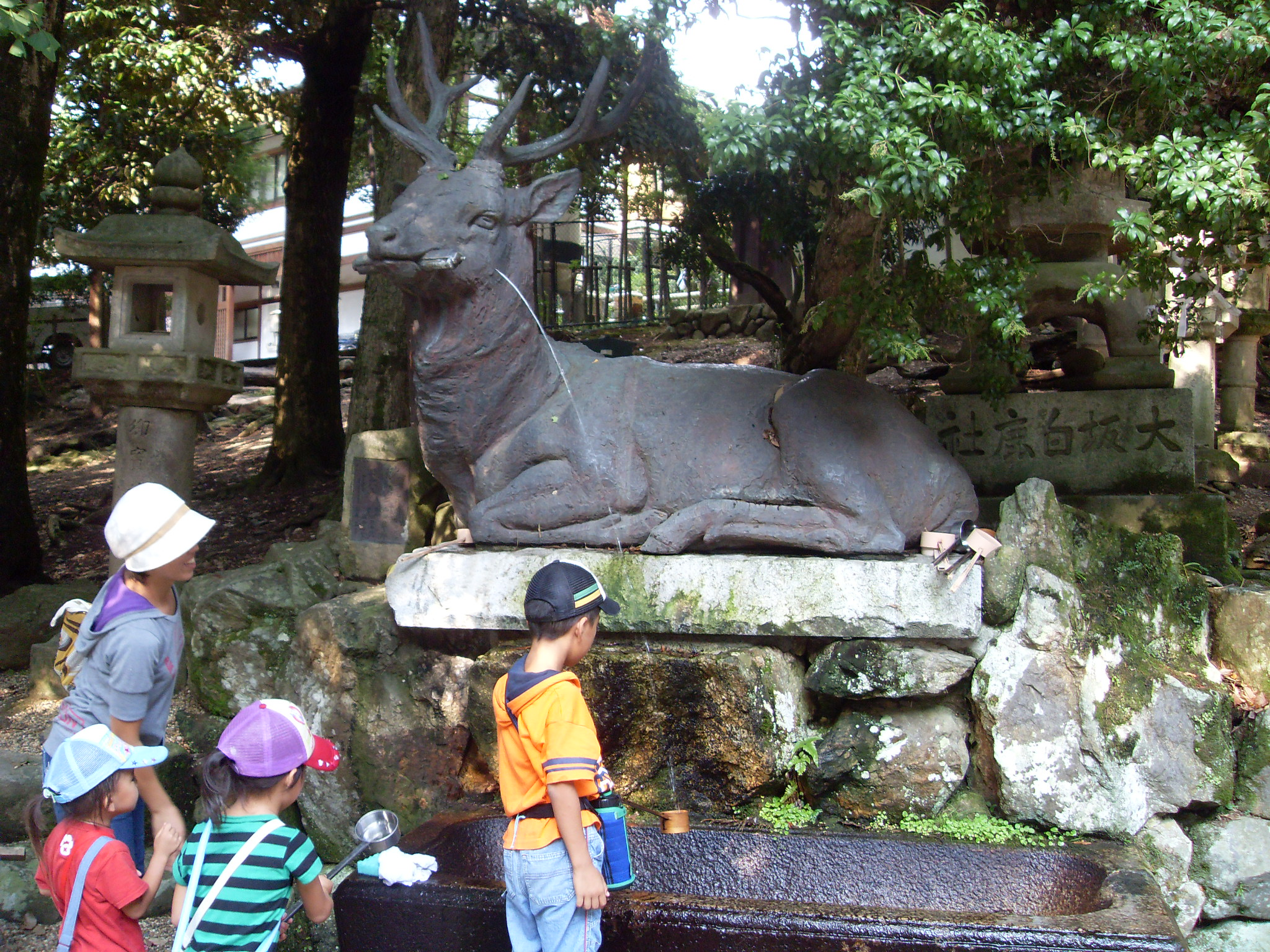
Temizuya con l'immagine del cervo nel Parco di Nara
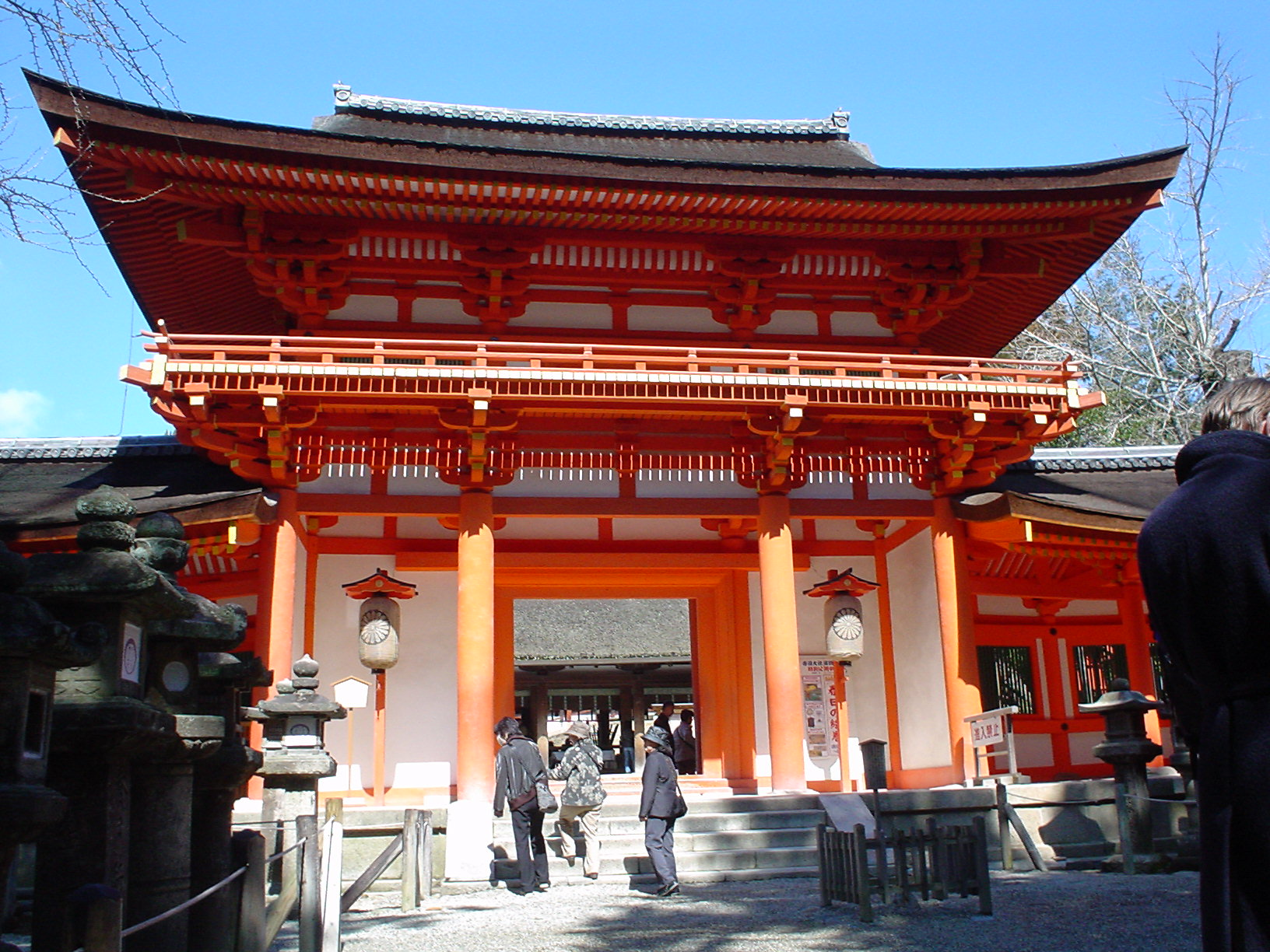
Porta di accesso al santuario, romon.
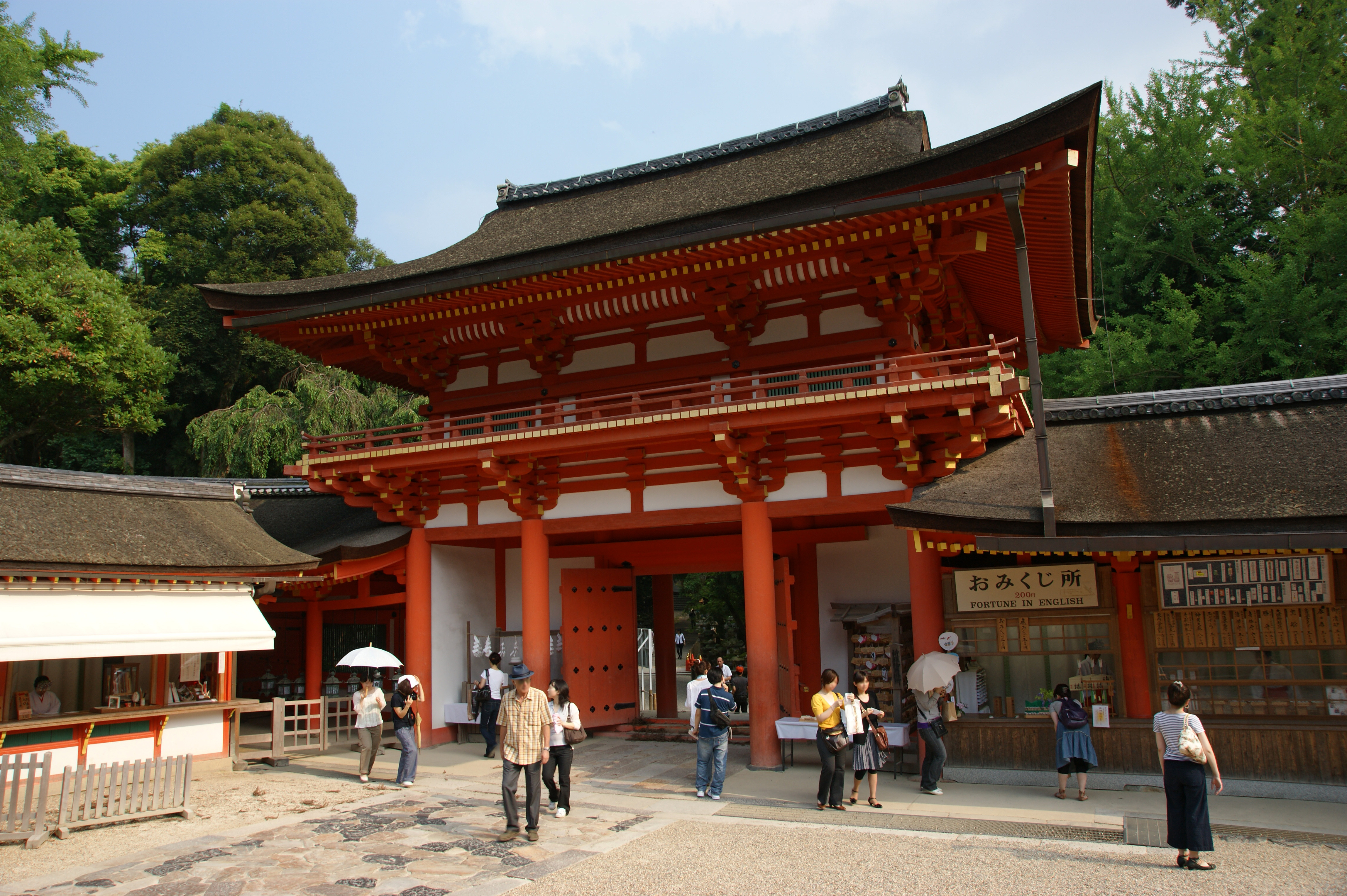
Parte del Santuario Kasuga